# Га-Макор (гурт)
Га-Макор (івр. המקור, букв. «джерело») — ізраїльський рок-гурт з Мево-Модіїма. Його створив в 2006 році соліст Нахман Соломон. Гурт випустив два альбоми — «The Source» (2007) і «World On Its Side» (2010).

## Історія

### Заснування (2006—2007)
Співак і засновник Нахман Соломон виріс у Мево Моді'ім, общинному селі, заснованому рабином Шломо Карлебахом. Він є сином Бена Ціона Соломона, скрипаля та члена-засновника гурту «Diaspora Yeshiva Band», а його брати Ной, Єгуда, Меїр та Йосеф створили впливові єврейські рок-гурти «Moshav» і «Soulfarm». Змалку Нахман регулярно виступав зі своєю родиною.
«Га-Макор» був створений у мошаві у січні 2006 року Соломоном та гітаристом Лазаром Ґрюнвальдом, хоча останнього скоро замінив Якір Гайман, після того, як Лазар переїхав до США. Протягом першого року спільного гурту вони грали на розігріві для гуртів «Moshav» та «Ахаріт га-Ямім» і щомісяця грали в місцевому барі.

### The Source(2006—2010)
Після короткого туру по США та приблизно року частих виступів в Єрусалимі, зимою 2006—2007 року «Га-Макор» почали записувати свій дебютний альбом «The Source». До складу гурту тоді входили Якір Гайман на гітарі, Джоно Ландон на барабанах, Захарія Райх на бас-гітарі та Бен Фріммер на клавішних. Незабаром після завершення запису Гаймана і Райха призвали до ЗС Ізраїлю. Райха замінив басист Джонатан Фіалка. Альбом вийшов 11 травня 2007 року. Ближче до кінця року головний рабин країни Міхаель Шудріх залучив гурт для туру 10 містами Польщі.

### «World On Its Side» та розпад (2010—2015)
20 липня 2010 року гурт випустив свій другий альбом «World On Its Side». До цього часу до складу гурту ввійшли гітарист Брюс Бурґер, соліст під іменем RebbeSoul, а також клавішник Гавріель Сакс, бас-гітарист Йосеф Соломон і барабанщик Еліезер Грундман. Два сингли «Illusion» і «Memories» вийшли після альбому.
Після періоду бездіяльності гурт знову зібрався у 2014 році з братами Соломонами у супроводі гітариста Бена Каца, клавішника Менді Портного та барабанщика Хемі Сойбельмана, колишнього члена гурту «The Groggers». Гурт випустив сингл «Lift Me Up» і оголосив про плани третього однойменного альбому. Проте в інтерв'ю 2016 року Нахман Соломон підтвердив, що після відходу кількох учасників гурт «типу вимер» за кілька років до цього.

## Інші проєкти
- Після розпаду групи Нахман і Йосеф Соломон разом зі своїм братом Срулі створили фолк-рок-гурт під назвою «Solomon Brothers Band». Гурт випустив два альбоми: «Songs of Life» (2017) та «Change Another's Heart» (2019).
- Барабанщик Хемі Сойбельман, гітарист Якір Гайман і басист Захарія Райх сформували електронну джем-гурт «G-Nome Project» з клавішником Еялом Саломоном. Сойбельман і Гайман обидва покинули гурт.
- Клавішник Менді Портной разом зі своїм братом Срулі створив групу «PORTNOY». Їхній дебютний альбом «Learn To Love» вийшов у 2016 році.
- Після роботи з гуртом Брюс Бургер співпрацював із співачкою Шломіт Леві з гурту «Orphaned Land» під назвою «Shlomit & RebbeSoul», і вони випустили альбом «The Seal of Solomon» у 2015 році.

## Музичний стиль
«Га-Макор» грав поєднання гранжу, транс-ф'южну, фолку та класичної рок-музики з текстами на івриті та англійською. Учасники гурту посилалися на вплив гуртів «Pearl Jam», «Phish» та «Disco Biscuits». На написання пісень провідного співака Нахмана Соломона вплинула музика фанк, реггі, джем-бенд і блюз, і на концертах групи часто звучали кавери на гурти «The Who» і «The Grateful Dead», а також на єврейських виконавців, наприклад, Шломо Карлебах. Хоча багато текстів Га-Макора були на релігійну тематику, Соломон стверджував, що неєвреї також можуть насолоджуватися їхньою музикою, кажучи: «Слова значущі й духовні, але ми не граємо переважно пісні на біблійні вірші».

## Учасники

### Підсумковий склад
- Нахман Соломон — вокал, ритм-гітара
- Бен Кац — соло-гітара, вокал
- Йосеф Соломон — бас-гітара, вокал
- Хемі Сойбельман — барабани
- Менді Портной — клавішні

### Колишні учасники
- Бен Фріммер — клавішні, синтезатори
- Джонатан Фіалко — бас-гітара
- Лазар Ґрюнвальд — гітара
- Брюс Бурґер — гітара, вокал
- Гавріель Сакс — клавішні, вокал
- Еліезер Грундман — ударні
- Джоно Лендон — ударні
- Якір Гайман — гітара
- Захарія Райх — бас-гітара
- Джейк Поланскі — ударні[8]

## Дискографія
Альбоми
- «The Source» (2007)
- «World On Its Side» (2010)

Сингли
- «Illusion» (2010; «World On Its Side»)
- «Memories» (2011; «World On Its Side»)
- «Lift Me Up» (2014)

## Виноски
1. 1 2 3 4  Roth, Paula (26 червня 2008). The source of häMAKOR -- it's all in the family. Jewish Journal. Архів оригіналу за 23 грудня 2015. Процитовано 6 грудня 2015.
2. 1 2  Jacobson, Ben (30 січня 2008). Jewish Discs: The Source. The Jerusalem Post. Архів оригіналу за 6 жовтня 2015. Процитовано 15 грудня 2015.
3. 1 2 3 4  Jacobson, Ben (3 серпня 2006). Getting to the source. The Jerusalem Post. Архів оригіналу за 11 жовтня 2017. Процитовано 15 грудня 2015.
4. ↑  Roth, Matthue (19 травня 2009). Salute to Israel Parade: An Interview with Hamakor. MyJewishLearning.com. Архів оригіналу за 4 березня 2016. Процитовано 20 грудня 2015.
5. 1 2  Collins, Yoni (3 травня 2014). Hamakor rocks with Jewish pride. The Jerusalem Post. Архів оригіналу за 8 вересня 2015. Процитовано 6 грудня 2015.
6. ↑  Ariel Hendelman (21 липня 2016). Sibling Synchronicity. Jerusalem Post. Архів оригіналу за 22 серпня 2016. Процитовано 14 серпня 2016.
7. ↑  Ben Bresky (2006). Israel Beat - Jewish-Israel rock band haMAKOR - Live performance. Arutz Sheva. Процитовано 20 січня 2016. {{cite web}}: |archive-date= вимагає |archive-url= (довідка)
8. ↑  Unorthodox. 10 листопада 2013. Архів оригіналу за 11 березня 2022. Процитовано 11 вересня 2020.